# منزل الفقية (السياني)

تعديل مصدري - تعديل

منزل الفقية هي إحدى قرى عزلة الدامغ بمديرية السياني التابعة لمحافظة إب، بلغ تعداد سكانها 819 نسمة حسب تعداد اليمن لعام 2004.